# Ophiorrhiza orofenensis
Ophiorrhiza orofenensis är en måreväxtart som beskrevs av Steven P. Darwin. Ophiorrhiza orofenensis ingår i släktet Ophiorrhiza och familjen måreväxter. Inga underarter finns listade i Catalogue of Life.